# Lingua dalmatica
Il dalmatico o dalmata era una lingua romanza (o, secondo alcuni studiosi, un gruppo di lingue romanze) parlata un tempo lungo le coste della Dalmazia, dal golfo del Quarnaro ad Antivari.

## Descrizione

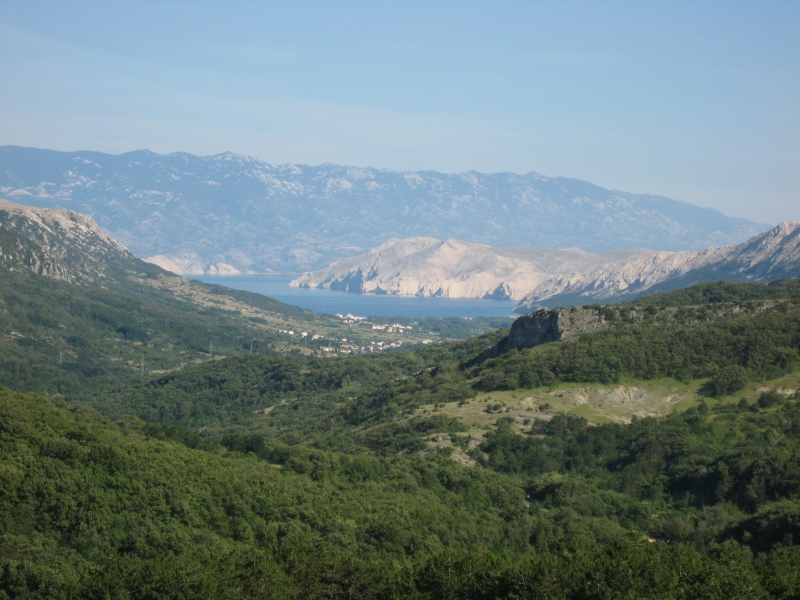
Scorcio dell'isola di Veglia, dove si parlava la lingua dalmatica nella sua versione settentrionale, idioma che si è estinto alla fine dell'Ottocento

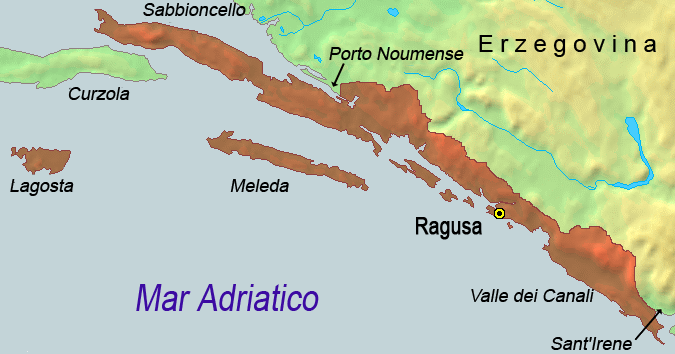
Mappa della Repubblica di Ragusa, dove si parlava la lingua dalmatica nella sua versione meridionale, idioma di cui sono giunte solo memorie, dato che si estinse nel Cinquecento

A partire dal lavoro di Bartoli il dalmatico è stato suddiviso tradizionalmente in due varianti principali, in base soprattutto alla documentazione storica disponibile:
- il settentrionale o veglioto, così chiamato perché proprio dell'isola di Veglia;
- il meridionale o raguseo, per il quale esistono attestazioni antiche relative a documenti e memorie della Repubblica di Ragusa;

Tale bipartizione, accettata inizialmente da gran parte della comunità dei romanisti, seppur giustificata in qualche modo dal materiale documentario disponibile, presenta alcuni aspetti critici legati soprattutto alla diversa collocazione temporale dei reperti (XIV/XV secolo per il raguseo, XIX secolo per il veglioto). Le scoperte avvenute, a partire dalla prima metà del ‘900, di “resti” dalmatici (vocaboli di origine romanza non riconducibili al veneto nei dialetti croati locali ed elementi di toponomastica) in diverse località delle costa dalmata e delle isole hanno gradualmente messo in discussione la classificazione bartoliana.
In particolare il fatto che in realtà una buona parte dei documenti storici attribuiti inizialmente al Raguseo provengono da Zara ha portato prima Rosenkranz (1955) e poi Zamboni (1976) a ipotizzare almeno una tripartizione Veglia-Zara-Ragusa, aggiungendo così lo jadertino (dal nome dalmatico di Zara: Jadera) al novero delle principali varietà linguistiche dalmatiche.
Negli anni ’90 dello scorso secolo, da alcuni studi sulle sopravvivenze di elementi neolatini nelle varietà albanesi settentrionali, il romanista croato Žarko Muljačić ha supposto l'esistenza di un ramo esteso a sud delle Bocche di Cattaro, al quale ha attribuito il nome convenzionale di labeatico.
Sulla base di queste e altre considerazioni per il periodo intorno all’anno 1100, Muljačić nel 1997 ha identificato tre “lingue medie”, a cui corrispondevano altrettanti centri di irradiazione: lo jadertino (Zara/Zadar), il raguseo (Ragusa/Dubrovnik) e il labeatico (Antivari/Bar). Dallo jadertino, che corrisponde al dalmatico settentrionale della vecchia classificazione, dipendevano una serie di “lingue basse” (veglioto, osserino, arbesano, traurino, spalatino). Il dalmatico, inteso come entità unitaria, lascia quindi il posto ad un complesso di lingue dalmato-romanze.

## Storia

### Le origini

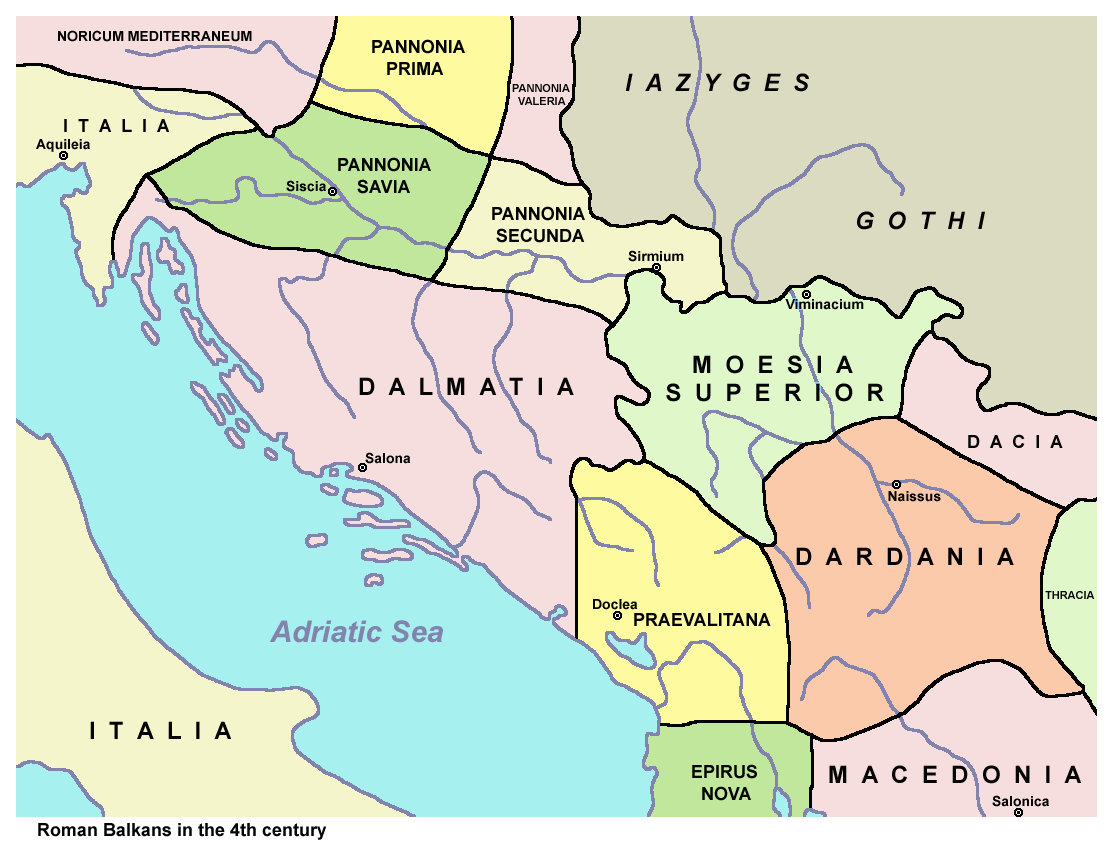
Dalmazia nel IV secolo

Con la caduta dell'impero romano d'occidente le popolazioni romanizzate dell'Illiria rimasero in balìa di alcuni popoli bellicosi, principalmente Avari e Slavi. Nel VII secolo la regione risultava ormai divisa in due entità: la Dalmazia, cioè la costa, e l'area montuosa interna. Mentre la seconda era stata slavizzata (anche se sopravvivevano gruppi neolatini, come i Valacchi), la prima resistette alle invasioni e mantenne la sua identità originale; la popolazione era riuscita infatti a rifugiarsi in porti fortificati come Zara, Spalato e Ragusa, sebbene si sappia di comunità di lingua romanza, almeno nei primi secoli, pure nell'immediato entroterra, in aree come quella del lago di Scutari.

### Dall'apogeo alla decadenza

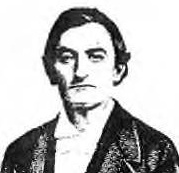
Tuone Udaina, l'ultimo a parlare il dalmatico nella sua versione settentrionale

Secondo Matteo Bartoli, nell'XI secolo oltre 50.000 persone parlavano il dalmatico.
Con le conquiste della Repubblica di Venezia il dalmatico fu in gran parte sostituito dal veneto: sembra ad esempio che nella città di Zara questo cambiamento sia avvenuto già prima del Rinascimento.
Il dalmatico, nella sua forma di dialetto raguseo, fu invece la lingua dominante della Repubblica di Ragusa sino al XII secolo e diffusa fino alla fine del Quattrocento.
Grazie a Giovanni Conversini da Ravenna (1343-1408), che si lamentò di non poter comunicare con gli abitanti, sappiamo che alla fine del XIV secolo il dalmatico era ancora una lingua diffusa a Ragusa tra i vari strati sociali. Le classi più elevate erano comunque bilingui o trilingui, parlando sia il latino, sia l'italiano, sia il dialetto slavo di Ragusa. Filippo de Diversis riporta che negli anni 1434-1440, quando insegnava la grammatica latina a Ragusa, nei tribunali si parlava ancora in dalmatico, ma gli stessi giudici parlavano con lui in italiano.
Il dalmatico cadde in completo disuso a Ragusa verso la fine del Quattrocento o l'inizio del secolo successivo. Per il grande umanista raguseo Elio Lampridio Cerva (1460 circa - 1520) il dalmatico era già una lingua dimenticata, un ricordo dell'infanzia.
In alcune aree limitate, come le isole del Quarnaro e forse Lissa, il dalmatico sopravvisse probabilmente fino ai tempi di Napoleone come lingua comunemente parlata da comunità consistenti.
L'ultimo a parlare il dialetto settentrionale, Tuone Udaina, morì a Veglia per lo scoppio di una mina di terra nel 1898.
Prima di morire era stato intervistato dal glottologo Matteo Bartoli che nel 1906 pubblicò due volumi in tedesco sul dalmatico (Das Dalmatische), tuttora fondamentali per lo studio dell'antica lingua.

### Il dalmatico oggi
Il dalmatico come lingua neolatina è dunque completamente estinto. Con dalmata si identifica oggi il dialetto croato detto čakavo-ikavo, parlato dai croati di Dalmazia, nel quale sono stati assunti a livello di prestiti diversi vocaboli italiani e veneti e nel quale sono ancora riconoscibili diversi elementi lessicali di probabile origine dalmatica.
Per quanto riguarda le popolazioni di lingua veneta e italiana della Dalmazia, esse sono oggi poco numerose.

## Gli studi sul dalmatico

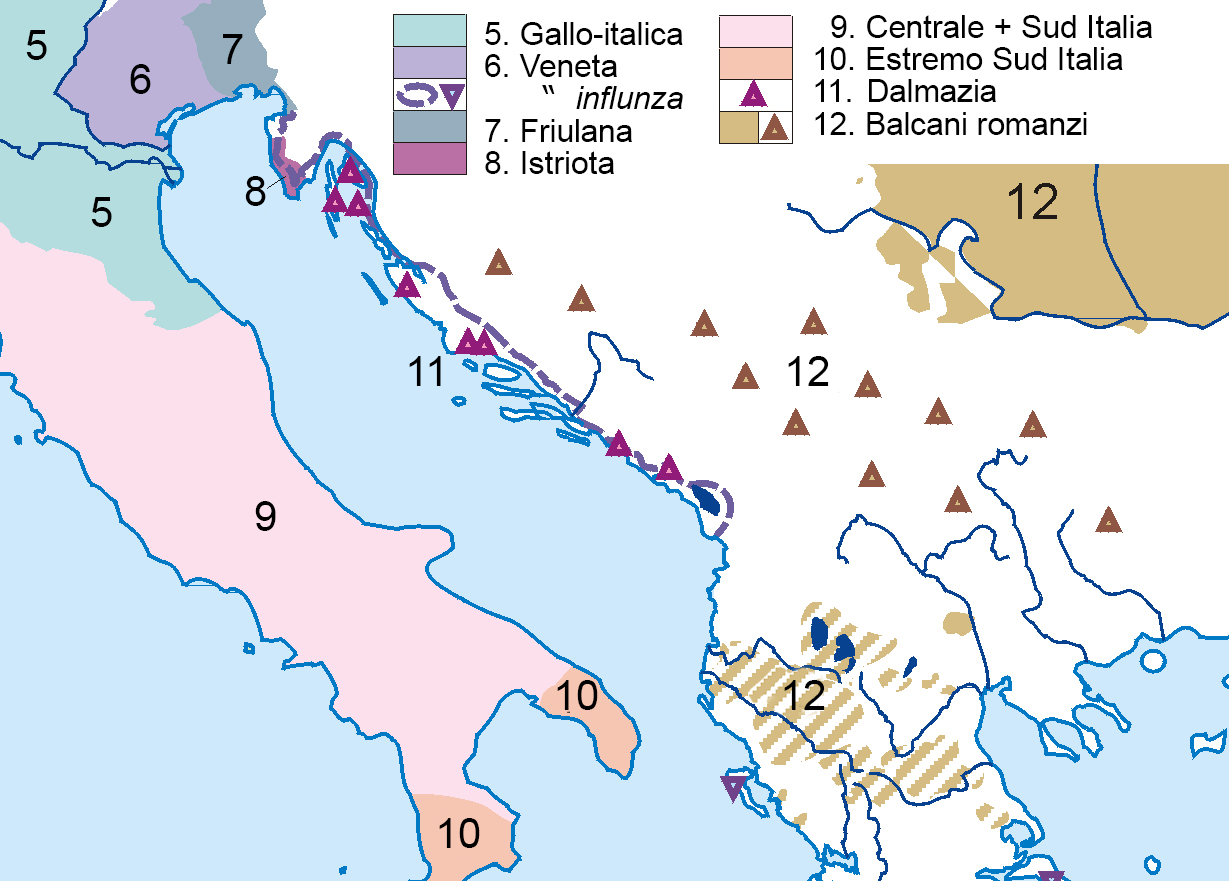
Lingue romanze in Dalmazia nel XIV secolo. I triangoli viola indicano le isole linguistiche dove si parlava ancora diffusamente la lingua dalmatica

### Le prime testimonianze

#### Giovanbattista Giustinian (1553)
Se si escludono alcuni precedenti accenni di dubbia interpretazione, la più antica testimonianza sull’esistenza di una lingua particolare a Veglia risale al 1553. Giovanbattista Giustinian, ispettore del governo della Repubblica di Venezia, nel visitare i porti della costa orientale dell’adriatico, registra che sull’isola, oltre al veneto e allo slavo, esiste "un idioma proprio, che assomiglia al calmone".

#### Conrad Gessner (1555)
A due anni dopo risale il primo riferimento al Veglioto in un testo di ambito linguistico: si tratta del Mithridates dell’erudito svizzero Conrad Gessner, pubblicato nel 1555. Il libro contiene una rassegna delle lingue parlate nel mondo e a pagina 70 troviamo una breve nota sull’isola di Veglia:
| Nell’Adriatico, verso l’Istria, non lontano da Pola, c’è un’isola non piccola, chiamata Vela o Vegla, distante forse due giorni di navigazione da Venezia, i cui abitanti, da quanto mi si dice, hanno una lingua propria che non ha nulla in comune con le vicine lingue Italica e Illirica. |

#### Giovanni Lucio (1666)
Un’informazione più dettagliata sul dalmatico, e in particolare sulle varietà parlate nella zona di Spalato e Traù, è quella che ci fornisce lo storico Giovanni Lucio, originario di Traù, in “De regno Dalmatiae et Croatiae”, pubblicato ad Amsterdam nel 1666. A pagina 277 troviamo il seguente brano in cui, tra l’altro, viene per la prima volta rilevata una somiglianza con i dialetti della costa adriatica italiana:
| “Qui si sviluppò una lingua latina corrotta, simile a quella italiana, che si può definire latina volgare. Nelle scritture tuttavia la lingua latina veniva mantenuta, più pura o più corrotta, a seconda della diversità dei tempi e della perizia degli scriventi. Lo scritto più antico della lingua volgare e latina che si è potuto trovare proviene da documenti privati di Zara, che si trovano presso Simeone Gliubavaz V.I.D., diligente raccoglitore di cose antiche, e la cui stesura è ritenuta precedente al 1300. Tra i documenti pubblici, invece, il più antico si trova negli atti della Cancelleria di Traù dell’anno 1312 e poi se ne trovano sporadicamente fino al 1400; poi, da quel periodo fino al 1500, molti documenti privati venivano scritti in volgare e quasi tutti quelli pubblici in lingua latina. Da quel momento in poi si trovano invece rari scritti in latino, sia pubblici che privati, tanto che, a chi vuole fare un confronto, risulterà chiaro che in Dalmazia la lingua latina aveva subito una mutazione simile a quella subita in Italia e che la stessa lingua volgare dalmatica verso il 1300 era più vicina a quella dei Piceni, e degli Apuli, che a quella dei Veneti o dei Lombardi; per quanto a partire dall’anno 1420 sia divenuta molto simile a quella dei Veneti.” |

#### Alberto Fortis (1771)
L’illuminista padovano Alberto Fortis nel visitare Veglia nel 1771 nota la presenza sull’isola di una lingua particolare, che gli sembra somigliante al friulano. Nell’edizione inglese dei suoi viaggi, pubblicata nel 1778 a Londra si legge:
| L’intera Isola di Veglia conta circa quindicimila abitanti, dei quali circa millecinquecento vivono nella città. In tempi precedenti, e fino all’inizio di questo secolo, gli abitanti della città parlavano un particolare dialetto a sé stante, in qualche modo somigliante a quello del Friuli; ma al presente usano generalmente il dialetto veneziano. In diversi villaggi, il vecchio linguaggio di Veglia è ancora in uso, e in alcuni altri parlano un gergo misto di schiavonico della carniola, latino e italiano, particolarmente in un villaggio chiamato Pagliza. |

### La riscoperta del dalmatico

#### Ivan Feretich (1819)
Il primo studio locale è dovuto al letterato croato Ivan Feretich (Verbenico 1769-1839) che nel suo “Fragmen historiae Civitatis et insulae Veglae” (scritto in croato e pubblicato da M. Polonijo in "Pucki prijatelj" nel 1903), riporta alcune notizie sul Veglioto di cui riportiamo un brano (il testo completo nella sezione testi):
| In questa città, oltre lo slavo, il latino e l'italiano, c’è una lingua particolare che comunemente chiamano lingua “Chiuscki". Ed è una corruzione e una miscela d'italiano, tanto che un buon Italiano non tutto ne capisce ma solo alcunché. |

#### Tommaso Chersa (1828)
Nel 1815, in seguito alla conquista Napoleonica e alla successiva annessione all’Austria, l’Archivio di Ragusa viene aperto al pubblico agli studiosi e pochi anni dopo Tommaso Chersa (Tomo Krša), letterato di Ragusa morto nel 1826, in un suo volume sugli illustri Toscani che hanno vissuto a Ragusa (uscito postumo a Padova nel 1828), riporta (a pag. 9-10) per la prima volta in un testo a stampa il famoso brano di Filippo De Diversiis, contenente i quattro termini dell’antico raguseo, che Chersa commenta così:
| “È in ispecialità curioso quel che dice di un certo latino jonadattico (maccheronico) che usavano i Ragusei ne’ pubblici affari, di cui perfino si è ora perduta ogni memoria.” |

E nella nota a piè pagina aggiunge:
| “Questo strano linguaggio sarà stato usato nelle aringhe e ne’ discorsi solamente: nelle scritture non al certo, perché quelle che abbiamo di quel tempo, e di tempi anche più antichi ne’ libri del pubblico Archivio, sono di un latino inelegante si e barbaro, ma non furfantino, come è quello di che parla il Diversi.” |

#### Bernardino Biondelli (1841)
È a Bernardino Biondelli che per tradizione si attribuisce il merito della «scoperta» della lingua dalmata. Nel 1840 mentre lavorava all’Atlante linguistico d'Europa, lo studioso milanese si indirizzò al medico di Veglia, Gian Battista Cubich chiedendogli di fornire un campione della parlata romanza di quest’isola dell’Adriatico. Non sappiamo con certezza come Biondelli fosse venuto a conoscenza dell’esistenza di questa lingua, ma è probabile che la fonte fosse il Mithridates di Gessner. Sappiamo che Cubich inviò il materiale richiesto nel 1842, perché è nota una lettera di ringraziamento inviata al medico, ma quel che è certo è che Biondelli non se ne servì nella sua opera. L’Annuario Geografico del 1845 ci racconta tuttavia che in occasione dell’adunanza degli Scienziati Italiani, tenutasi nel settembre 1844, Biondelli presentò una memoria sul veglioto di cui abbiamo sfortunatamente solo un breve sunto:
| “Colla seconda memoria il signor Biondelli intese a porgere per la prima volta l’illustrazione di un antico dialetto, ora morente, nell’isola di Veglia; al quale scopo fece precedere un prospetto istorico delle vicende politiche, subite nei vari tempi dalle popolazioni delle antiche Absirtidi. […] Avvertì quindi, come, solo durante lo sviluppo dell’attuale generazione, venisse meno nella città di Veglia l’antichissimo dialetto romanzo, del quale appena alcuni vecchi superstiti conservano tuttavia qualche reminiscenza, e come dalla bocca di questi, mercé le cure e l’assistenza del chiaro dottor Cubich, pervenisse a raccogliere le sparse reliquie di quel dialetto morente, ed a salvarlo dal perpetuo oblio, ricostruendone un saggio di grammatica e di vocabolario. In seguito passò all’esposizione delle sue proprietà distintive, sulle quali fondandosi, annoverò anche l’antico dialetto di Veglia tra le molteplici varietà dei celto-latini, comeché corrotto alquanto di slavo. […]Il signor Biondelli terminò la lettura, annunziando che queste notizie saranno da lui più diffusamente svolte nella prossima continuazione del suo Atlante linguistico d’ Europa, ed in un’opera che sta per pubblicare ad illustrazione di tutti i dialetti d’ Italia.” |

#### Ida von Düringsfeld (1857)
Non è certo chi abbia "scoperto" per primo i verbali delle sedute del Senato raguseo del 1472, con i quali veniva ordinato l'uso dell’antica lingua ragusea nei discorsi pubblici, ma sappiamo che la scrittrice tedesca Ida von Düringsfeld (1815-1876) che visitò Ragusa intorno alla meta del secolo conosce queste decisioni e le menziona nella descrizione dei propri viaggi. (Ida von Düringsfeld, Aus Dalmatien, I, Prag 1857 ("Reise-Skizzen", IV), p. 257):
| “Il latino, o meglio la lingua volgare, era ancora molto in uso nel 1450 ma era così minacciata dalla diffusione della lingua slava, iniziata nel 1400, che difficilmente poteva meritare il nome di Latina Ragusaea. Al fine di prevenirne l’estinzione fu dichiarata nuovamente lingua ufficiale nel 1472 e l’uso della lingua slava fu legalmente proibito nelle assemblee legislative.” |

#### Giovan Battista Cubich (1861)
Solo nel 1861 Cubich pubblicò una parte delle testimonianze da lui raccolte in un articolo intitolato “Di un antico linguaggio che parlavasi nella città di Veglia”, apparso in quattro numeri (13, 14, 16 e 17) della rivista “L’istriano” pubblicata a Rovigno. Queste testimonianze sono state successivamente inserite da Cubich nel suo libro "Notizie naturali e storiche sull'isola di Veglia", pubblicato nel 1874.

#### Marco Antonio Impastari (1861)
Nello stesso anno Marco Antonio Impastari inserì una parte delle testimonianze di Cubich nei suoi “Brevi cenni storici etnografici sull’isola di Veglia”:
| “Veglia del pari compose un suo proprio dialetto rusticissimo, misto di parole latine e liburne, che durò meravigliosamente fino al principiare del nostro secolo e quindi sostituito dall'italiana favella. … Ragionando del dialetto favellato per tanti secoli dal popolo di Veglia, dettaglierò alcune poche cose degne di riguardo, per quanto ho potuto rilevare dalla bocca dell'esimio nostro cultore patrio Giambattista Dott. Cubich, che mercè l'assidua sua fatica riunì diversi vocaboli, comunicatigli da alcuni vecchiardi del paese.” |

### Da Ascoli a Bartoli

#### Graziadio Isaia Ascoli (1873)
In una lunga nota (da pagina 438 a pagina 447) inserita nei “Saggi Ladini”, pubblicati sul primo numero dell’Archivio Glottologico italiano nel 1873, Graziadio Isaia Ascoli traccia le principali caratteristiche del morente dialetto di Veglia, a cui attribuisce il nome di veglioto, confrontandole con i dialetti di Rovigno e Dignano (Istrioto). La fonte è la testimonianza di Cubich citata poc’anzi.
| “Accennando al Quarnero, intendo per ora di parlare d’un dialetto ‘morente’ dell’Isola di Veglia, del quale abbiamo saggi che appajono in generale assai accurati, in un lavoro venuto alla luce sul giornale rovignese L'Istriano, num. 13, 14, 16 e 17 dell’anno 1861 (il primo dei quali ora mi manca), col titolo ‘Di un antico linguaggio che parlavasi nella città di Veglia‘, e con la firma: Dott. C.” |

#### Hugo Schuchardt (1884)
In uno studio pubblicato a Graz nel 1884, intitolato "Slawo-Deutsches und Slawo-Italienisches" e dedicato alla “mescolanza linguistica”, il grande glottologo austriaco Hugo Schuchardt portò a conoscenza della comunità dei romanisti gli elementi romanzi antichi del croato di Ragusa, basandosi sul lavoro pubblicato l’anno precedente dallo studioso croato Pero Budmani.

#### Antonio Ive (1886)
Fu Antonio Ive, professore di lingua italiana all’Università di Graz, a raccogliere il testimone passato da Ascoli: nel suo studio “L’antico dialetto di Veglia”, apparso sul nono volume dell’Archivio Glottologico Italiano nel 1886, riunì per primo i materiali dei suoi predecessori (Giambattista Cubich, Pietro Petris, Antonio Adelmann e Mattia Celebrini) completandolo con testimonianze raccolte personalmente nel corso di diverse visite a Veglia compiute negli anni precedenti, con l'aiuto di Marcantonio Impastari e Adolfo Pacifico Della Zonca. Tra i suoi informatori compare anche Tuone Udaina, che al tempo aveva 59 anni.
| "In questo medesimo Archivio, l 435-446 n, il prof. Ascoli ha parlato «d'un dialetto 'morente' dell'isola di Veglia», richiamando per il primo sopra di esso l'attenzione dei dotti. Il lavoro presente, che muove dalle indagini preziose, istituite dal Maestro, si propone di portare, col sussidio di materiali nuovamente raccolti, qualche ulteriore conferma alle resultanze ch'eran da lui presagite." |

#### Matteo Bartoli (1906)
Questi studi suscitarono l’interesse di Matteo Bartoli che si recò a Veglia in tre occasioni, nel 1897 nel 1899 e nel 1901 con l’obiettivo di raccogliere le ultime testimoniane del morente Veglioto. In particolare nel 1897 intervistò lungamente l’ultimo veglioto, Tuone Udaina, poco prima della sua morte.  Con il materiale di queste interviste e di diverse altre raccolte precedenti, oltre a reperti documentali ritrovati negli archivi delle città dalmate e in parte già pubblicati, Bartoli preparò la tesi con cui si laureò all’Università di Vienna nel 1898, sotto la supervisione di Wilhelm Meyer-Lübke. A partire dal materiale di questa tesi, lo studioso scrisse alcuni articoli negli anni seguenti e infine, nel 1906, pubblicò in tedesco la monumentale opera "Das Dalmatische", una sorta di enciclopedia del Dalmatico in cui confluiscono in qualche modo tutti i materiali noti su questa lingua, sia nella variante di Veglia che in quella di Ragusa. Nella sua trattazione Bartoli menziona in modo dettagliato anche gli importanti contributi di Graziadio Isaia Ascoli, Wilhelm Meyer-Lübke, Adolfo Mussafia e Hugo Schuchardt.

## Caratteristiche
È oggi assai difficile collocare il dalmatico nel panorama delle lingue neolatine, dove costituisce in qualche modo un ramo a sé. In una delle classificazioni più recenti, risalente al 2017, l'Istituto Max Planck per la Scienza della Storia Umana lo colloca ad esempio assieme all'Istrioto nel sottogruppo dalmatoromanzo. Tuttavia, la classificazione della dalmatica non è risolta. 
Un tempo si supponeva che tale lingua fosse una sorta di anello di congiunzione tra le lingue romanze balcaniche e le lingue italo-occidentali. Secondo Andrea Glavina il dalmatico aveva qualche legame coi dialetti rumeni vicini, come per esempio l'istrorumeno, parlato nell'Istria orientale. 
Nel 1967 Muljačić tentò di dimostrare che la lingua dalmatica fosse una lingua "ponte" tra le lingue neolatine occidentali e quelle orientali, ottenendo una parziale conferma dalla propria analisi.
Matteo Bartoli sosteneva che il dalmatico parlato nella Dalmazia centrale (principalmente nella Repubblica di Ragusa) aveva delle affinità con la lingua neolatina parlata dai gruppi di pastori stanziati sulle Alpi Dinariche e in altre regioni dell'entroterra adriatico prima delle invasioni turche.
Nel panorama delle lingue romanze balcaniche è interessante tuttavia notare come il dalmatico abbia mantenuto le parole latine relative alla vita urbana, le quali invece sono state perdute dal rumeno. La popolazione dalmata, infatti, faceva capo ai grandi centri costieri già citati, mentre le popolazioni neolatine dell'interno, come i Rumeni, avevano una cultura legata all'agricoltura e alla pastorizia.

## Campione linguistico: il Padre nostro
Di seguito il Padre nostro nelle versioni in dalmatico, italiano e istrorumeno.
| Dalmatico                                                 | Italiano                                               | Istrorumeno                                       |
| --------------------------------------------------------- | ------------------------------------------------------ | ------------------------------------------------- |
| Tuòta nuèster, che te sànte intèl sil,                    | Padre nostro, che sei nei cieli,                       | Ciace nostru car le şti en cer,                   |
| sàit santificuòt el nàum to.                              | sia santificato il tuo nome.                           | neca se sveta nomelu teu.                         |
| Vigna el ràigno to.                                       | Venga il tuo regno.                                    | Neca venire craliestvo to.                        |
| Sàit fuòt la voluntuòt tòa, còisa in sil, còisa in tiàra. | Sia fatta la tua volontà, come in cielo così in terra. | Neca fie volia ta, cum en cer, aşa şi pre pemint. |
| Duòte cost dài el pun nuèster cotidiùn.                   | Dacci oggi il nostro pane quotidiano.                  | Pera nostre saca zi de nam astez.                 |
| E remetiàj le nuèstre debète,                             | E rimetti a noi i nostri debiti,                       | Odproste nam dutzan,                              |
| còisa nojìltri remetiàime a i nuèstri debetuàr.           | come noi li rimettiamo ai nostri debitori.             | ca şi noi odprostim a lu nostri dutznici.         |
| E nàun ne menùr in tentatiàun,                            | E non ci indurre in tentazione,                        | Neca nu na tu vezi en napastovanie,               |
| mùi deliberiàjne dal mul.                                 | ma liberaci dal male.                                  | neca na zbăveşte de zvaca slabe.                  |

## Testi

### Veglia

#### Esempio raccolto da Alberto Fortis (1771)
L’illuminista padovano Alberto Fortis nel visitare Veglia nel 1771 nota la presenza sull’isola di una lingua particolare, che gli sembra somigliante al friulano, e ne riporta a titolo di esempio due frasi, che rappresentano il frammento più antico del Veglioto di cui disponiamo. Il prezioso reperto è contenuto nell’edizione inglese della sua cronaca di viaggio, uscita a Londra nel 1778 ed è stato riscoperto nel 1976 da Muljačić. Lo riportiamo qui di seguito:
| La Isla de Vicla circonduta da torno dall'jague de mur ziraja circa miglia chiant; ce facile all'approdor de burche de runqua grandezza nei zu puarich. |

La traduzione in inglese di Fortis è la seguente: “The island of Veglia surrounded by the waters of the sea, is about a hundred miles round, it is of easy access for barks of any size in its ports."

#### "Fragmen historiae Civitatis et insulae Veglae" di Ivan Feretich (1819)
Nella sua celebre monografia Matteo Bartoli riporta un testo del 1819 del letterato croato Ivan Feretich, “Fragmen historiae Civitatis et insulae Veglae” (pubblicato da M. Polonijo in "Pucki prijatelj", 1903), in cui compaiono alcune notizie del Veglioto e vengono riportati alcuni esempi linguistici. Il testo originale è in croato e ne riportiamo la traduzione del Bartoli:
| In questa città, oltre lo slavo, il latino e l'italiano, c’è una lingua particolare che comunemente chiamano lingua “Chiuscki". Ed è una corruzione e una miscela d'italiano, tanto che un buon Italiano non tutto ne capisce ma solo alcunché. Il pane chiamano pun, il vino vagn, l'acqua acqua la carne la quarne, la casa Cusa ma pronunciato dolcemente, la Chiesa Basalca, e così via discorrendo. Volendo dire: andiamo a casa, dicono zajme a Cusa, andiamo in Chiesa zajme in Basalca, zajme a Vicla andiamo a Veglia, zajme a Vanç andiamo a Verbenico. Mançute vuol dire mangiate. Sapajte sapete, scoltute ascoltate. O che sapojta set voj "O che dottorona siete voi!". Dicono anche parole molto corrotte - ma un po' qua, un po' la - dall’italiano, sebbene rivoltate, ma non molto lontane. In questa lingua sempre la lettera s pronunziano dolce in tutte le parole, come i Tedeschi, e c aspra, come gli Slovenj la loro ç, caudata (repasto), p. e. çerv. |

#### Parabola del figlio prodigo di Giambattista Cubich (1841)
Nel 1841 Giambattista Cubich, medico sull’Isola di Veglia, inviò a Bernardino Biondelli una serie di esempi dell’antico dialetto locale, tra cui una versione in Veglioto della parabola del Figliol prodigo. Della parabola, mai pubblicata dal Biondelli, esistono tre versioni leggermente differenti in diversi manoscritti, tra cui quella pubblicata da Bartoli nella sua monografia:
| 11. E el daic: Jon ciairt jomno el avaja, doi feil, 12. e el plé pedlo de louro daic a soa tuota: Tuota duoteme la puarte de moi luc, che me toca, e jul spartait tra louro la sostuanza. 13. e dapu pauch dai, mais toich indajoi, el feil ple pedlo andait a la luorga, e luoc el dissipuat toich el soo, viviand malamiant. 14. e dapú ch’el ju sconsumuot toich, venait joina maura caresteja en col pajais, e a jal scomçuat mancuarghe el bisuagn. 15. e ju sait, e el se ju presentuat da join de la cituat de quel° pajais, il qual go lo ju manduat alla soa vila, percà, puoscro i puarch. 16. e el bramò emplar el vianter de sillot, che manciuava i puarch, e no ja i blaja dúarghe. 17. Muà el ju' venait in se stiass, daic: quinci jomni de journata en cuassa da me tuota i ju bonduanza de puan e cua ju muor de fum. 18. Me moituro, e zera da me tuota, e ghe decra: Tuota je blasmûat contra el cil, e contra de toi: 19. no sai plu deign da clamuor tu feil, tràtajame compaigns dei jultri, che saun a journauta. 20. E el se ju alzuat, e ju sait dal tuota. Intuant ch’el jera alla luarga, su tuota el ju vedait e se ju muoss de compassion, el coreja per zergua encuantra e se je trat al soglo e lo ju bissut. 21. e el feil ghe ju duet: tuota je blasmuat contra el cil, e contra de toi: no sai dein de clamuar toi feil. 22. E il tuota daic ai sui scliv: Priast, portuate le vestemiant ple bial, e metaitelo en duass, e metaite en tel declo l'agnial, e i stivil in tei pich. 23. e menaite el vedel grass: e che se maciua, e che se faiss tratamiant. 24. Perca cost mi feil jera muart, e gliu ressussituat; el jera piars, e els se recatuat. E ju scomençua fiar la fiasta. 25. El feil ple maur jera in campagna, e al ju turnuat vencenaind a la cuossa, el ju sentait i saun e i bal. 26. e el clamuà el su scluav, e lu ju dumanduat: coisa san cost? 27. E jal lui respaust: Je tornuat to fruatru, e to tuota el ja dermuat join vedel grass, percà al ju venait suan. 28. E gliù se rabiud bin, e no blaja entrar. El tuota, donqua el venait fure, e al scomençut gliu preguar. 29. Ma el ju respauss, e el daic a suoi tuota: sant teinch jein, che ti je servait, e no jai muai mancuat de col che ti hai det, e no ti mi duat mui un pedlo sapial, che me lo godeva en companeja coi mi amaich. 30. Muà dapù che ju venait cost tu feil, che al ju manciuat la soa sostuanza colle mulier del mond, te ja dermut per jal el vedel grass. 31. Mu el tuota el ju det: feil siampre sante con maie, e tut el mi san tu. 32. Ma jera des rassaun che se fasse fiasta, percà cost tu fruatru jera muart, e gliù ressussituat; el jera piars, e el se recatuat. |

#### Appunti di Mate Carabaich (1848)
Mate Carabaich, residente nel piccolo villaggio di Santa Fosca, nel 1848 - all’età di 10/11 anni - raccoglie dalla bocca di Apollonia Depicolzuane alcune frasi dell’antico dialetto. Questi appunti sono stati ritrovati nel 1897 da Bartoli, che li ha pubblicati nella sua monografia. Riportiamo come esempio il testo di un’orazione:
| Masa sůna? e ći la sůna? il Sinjaur la suna? E ki la doraja a la Dona la doraja Bejůta [Bejåita?] kola jamna ke pasa in kola jaura. Maria alcåtsi ke fostir bate ala puorta ki se sti fostir. I gjilgjel di Di De koj vu konćaran? la graca di Di ki viza a luzaren, ki katuro il noestro sinjaur in krauk. |

### Zara
Anche se è opinione diffusa fra gli studiosi che non esistano testi genuinamente dalmatici, i documenti del XIV secolo provenienti da Zara rappresentano la parte più consistente e significativa del corpus dalmatico in nostro possesso. Questi testi fotografano lo jadertino, la lingua neolatina autoctona di Zara, nella sua fase finale, in cui si sta sciogliendo progressivamente nel “veneziano de là da mar”. Nel seguito vengono riportate le due “famose” lettere zaratine del 1325 e 1397 oltre a due testi notarili meno noti del 1365 e 1383.

#### Lettera di Todru de Fomat (1325)
La lettera del nobile zaratino Todru de Fomat (Teodoro de Fumati) a Pone Stamberto da Pistoia, cancelliere di Ragusa, rappresenta il testo strutturato più antico a nostra disposizione e il suo principale interesse è dato dalla grande quantità di elementi dalmatici in esso contenuto. La lettera è stata pubblicata in diverse occasioni: per la prima volta da Konstantin Jireček nel 1904, poi nella monografia di Bartoli fino ad arrivare alla recente edizione di Dotto e Vuletić. La versione qui riportata è quella di Muljacic (1971).
| A ser Pon, unurivol canciler de Ragusa. Todru de Fomat de Çara saluduvi con oni nostru unur. A mi fo ditu, qui lu frar de maistru Nicola murar sì dimanda rasun nanti la curti de Ragusa contra Franciscu, meu fiiol, de soldi XX de grossi, li qual avia dat maistru Nicola a Franciscu per durli a mi. Undi posu dir cun oni viritat, qui·l frar de maistru Nicola nun fe ço qui·l divia e fe vilania a far tal dimandasun a Franciscu, qui plu unur e rasò ·l mandar a mi una litera, dimandandumi qui e di quili soldi XX de grossi, qui-l manda maistru Nicola per Franciscu. E s·eu nu li avisi ditu la viritat, poi nu li mancava de dimandar de Franciscu, ma eu sì lu do a savir a voi. Franciscu meu fiol a mi sì dusi soldi XX de grossi cum una litera, li qual denari e la litera a mi mandava maistru Nicola, e prigandu ... qui eu fesi lu meiu, qui eu pudis, qu·l avisi quila casa, e quili soldi XX de grossi eu desi capare, e lu rumanent il mi volia mandar come eu li sinificava per mia litera. Et eu Todru sì fei lu mircat de la casa e dei per capare li soldi XX de grossi e lu rumanent il divia ricevir infra VI misi, e si lu rumanent il nu mandasi infra VI misi, lu capare de li soldi XX de grossi si perdia. Et eu Todru, incontinent, com eu feii lu mircat, sl li sinificai per mia litera com eu avia fatu lu mircat e dat lu capare, com maistru Nicola a mi avia significat per litera sua, e qui s·il nu mandasi lu rumanent, qui·l perdia li soldi XX de grossi, e divia mandar infra VI misi, fatu lu mircat. E quistu posu dir cun oni viritat, qui maistru Nicola nu mi manda lu rumas de li denari nì litera sua, e s·il perdì li denari, so dan, qui eu fe ço qu·l mi manda pregando per sua litera. E ancora nu vardirò a la cativera de lu frar de maistru Nicola. Si tuti li fradeli de maistru Nicola a mi manda lu rumanent de li denari, eu faro a mia posa qui li abia la casa, e si nu la purimu avir eu li mandirò indret li denari, qui li mi mandirà. In man de ser Pon, cançiler de Ragusa. |

#### Testamento di Nicola de Çadulin (1365)
Incipit di un documento notarile proveniente dall’Archivio di Stato di Zara e pubblicato recentemente da Nikola Vuletić.
| Cun çò sia chi nisuna cosa sì è più çerta dela morti et ura dela morti nisun pò savir et per cò mi Nicola de Damian de Çadulin, per la gratia de De’ san dela persuna et abiandu sana la menti e-l senu, considerandu le cose per dire tal deli mei beni, façu e ordinu meu testamentu per quistu scritu de man mia propria et siçiladu de meu siçilu propriu et notoriu. In lu qual testamentu volu chi sia mei cumisari ser Crisi de Çivaleli, ser Iacomu de Çadulin, ser Çuane de Tomasu de Petaç e ser Stefanu de Micha de Sope et cusì comu mi in quistu meu testamentu urdinirò et scrivirò, volu chi sia firmu in perpetua. |

#### Inventario di Crisanu (1383)
Parte finale dell’inventario di Grube, moglie di Crisanu (Krizan), conservato nell’Archivio di Stato di Zara e pubblicato recentemente da Nikola Vuletić.
| Item mi fo apresentà quitu avitarigu a mi Micha de Nasi, prochuradur dil chomun de Zara, per Crisanu mirzaru, chomu chumisarigu de la sua muger, segudu chomu lug disi, e quistu in presenziga de ser Acone lu vicharigu e de ser Paolu de Sira e de ser Damigan de Zibrigan, rituri de Zara. |

#### Lettera inviata a ser Cholane de Fanfona da suo figlio Firancisch (1397)
La lettera inviata al nobile zaratino Ser Cholane de Fanfona dal figlio Firancisch, risalente al 1397, è stata oggetto di attenti studi e più volte pubblicata. Di seguito viene riportata la versione di Bartoli del 1906, con le correzioni apportate da Bertoni alla prima frase (in nota l’originale di Bartoli).
| Al nome de Diu amen; 1397 de lulu. Item anchora facuue a sauiri che nu iaiu sichurisi per fortuna in Anchona. Pare me charisimu facuue a sauiri che parun del naviliu Aligiritu non è pagatu del nolu, perchì non potì chatar dinari di pagar lu nolu, salu' àno abudi duhati 4 in pireçencia di Polu Dobirovacu. Saldada la raçun in pireçencia di Polu Dobirovacu, resta-i dar duchati X: pireguue daçi tigi. Vostiru fiol Firancisch saluta in Anchona. A Ser Cholane de Fanfona, dada a Çara. |

### Traù

#### Atti giudiziari della Cancelleria di Traù (1385)
Giovanni Lucio, nelle "Memorie istoriche di Tragurio" pubblicate nel 1674, riporta una serie di atti giudiziari della Cancelleria di Traù risalenti al XIV secolo tra cui il testo di seguito riportato (datato 17 maggio 1385), particolarmente ricco di tratti linguistici dalmatici.
| 1385. 17 Maij. Cum Zoe Cossa che Tuzu de Cola de Lanzanu cum algune due l'altre cōpagni si avesse naulizatu Lucha Peruzich da Spaleto cū sò nauiliu del qual nauiliu sie patrun d. Licha per duc. 26 à Stanu si come apar pub. instr. scritu in Spal. el qual Lucha si debia far viazu ad Ortuna e la scargar la mercadantia del detto Tuzu, e delli sui cumpagni, e nun volse andar à scargarla dicta mercadantia ad Ortuna ma fe viazu in portu sutu S. Vito in Apruzu contra la volonta del dicto Tuzu, e deli sui compagni e si aue grandissimo danno di li Castrati, che trasi fora in suuraditu logu, et in perzo lu dictu Tuzu si protesta, e cum protestu dize contra Marculo de Pero de Tragura present. et aldandu suo procurador del dicto Lucha, che per danu et interesse zo chia abudu lu dictu Tuzu per soa parte per quelche dictu Lucha si scargo parte de la dita mercadantia in laltro Lochu cha in quellu lu qual se conten in lo dicto pub. instrum. e fa so danu ducati 30 in oro riseruada al dicto Tuzu lo dicto protesta à domandar contra dictu Lucha sempre avanti Zaccaduna Corte. Item sempre salua in dictu protestu al dicto Tuzu Zunzer, e minuir vna, e plusur fiade al senso del Sauio. |

### Spalato
Nel suo libro “Testi volgari spalatini del Trecento” del 1928, Giuseppe Praga pubblica una serie di testi provenienti dagli archivi di Spalato (annessi nel 1883 all’Archivio di Stato di Zara) solo in parte editi in precedenza. Rispetto ai testi Zaratini dello stesso periodo si può notare che i tratti dalmatici risultano molto più annacquati, segno che il declino del dalmatico a Spalato era già iniziato da tempo. Riportiamo in seguito due tra i documenti più significativi:

#### Contratto di depascimento di un bue tra Bene di Traù e Stoyane Dioscharich di Spalato (1359)
Minuta, datata 1º luglio 1359, di uno dei tanti contratti di depascimento d’animali, comuni nel trecento a Spalato, a Traù e sull’isola di Brazza. Il documento è incompleto in quanto le ultime sei righe risultano illeggibili.
| Item fe un acordu Stoyane Dioscharich cum Bene de Tragura de un bo chi li da Bene a lauorar a Stoyane atal patu chi Stoyane li deçà dar per lu bo stara XII de blaua: di quisti XII stara de esser stara I di gran, stara I de faua, stara I di çiser, stara I di sumisiça, stara VI orçu, stara II di suousiça, chi sia quista blaua di qual si contentara dicto Bene et atal patu li de dicto bo. Si lo bo sira toltu per força chi sia danu a Bene; e si bo mora chi essu danu sira a Bene; si lu bo rumpi lu pe nolauorando danu a Bene; e si bo murisi magru per fatiga di gran sforçu de lauorar danu a Stoyane; si bo fosi inuolado danu a Stoyane; si bo rumpisi pe lauorando danu a Stoyane. E lu prixu de bo sie libre XV. Ancora lo dicto Bene impresto a dicto Stoyane stara XXV dorçu atal patu chi lo dicto Stoyane li deçà pagar …… |

#### Indicazioni scritte date a un notaio per la ricerca di istrumenti (1369)
Promemoria presentato da una persona privata spalatina, un ecclesiastico forse, a un consigliere di nome ser Iacsa (Iacxa), e da questi consegnato al cancelliere Albertolo Bassanega da Milano affinché rintracciasse le due lettere citata nel testo. Il testo è stato pubblicato per la prima volta nel 1904 da Jireček e ripreso da Praga nel 1928.
| Recordasun faço auy ser lacxa de sura litere de Tolene de uila Goriça in fra dom Bosane e Tolene dela qual litera sie ani V e sie scrita per man di Françisqu nudar. Ancora litera fata in fra abado de san Stefano e Tolene e sie forsi ani IIII e sie scrita per man de Siluestro nodar nostro. |

### Ragusa

#### Praecepta Rectoris (1280)
Esempio di inventario del XIII secolo tratto dai “Praecepta Rectoris” [foglio 71].
| otra de oleo II sumieri X de polpo CL de fica fliecte X de çauate para XXIIII pocroni II saca IIII de fierie paro I … per pen & per uino per filete per plumaiso de boclaconi |

#### Libro di bordo della nave di Federico de Galuço di Durazzo (1280 c.)
Gianfranco Folena, nel famoso saggio del 1973 sul veneziano “de là da mar”, riporta alcune cedole provenienti dagli archivi di stato di Ragusa, precedentemente pubblicate da Gelcich e Bartoli, e risalenti al 1280 circa. Riportiamo il più significativo di questi testi, tratto dal libro di bordo di una nave:
| Pasca este accurdato culla nave di sir Feldericu per perperi .XXVIII. per fine a S. Andrea ave receputo la seconda paga a rRagusa: ’n alia mano pp. .I. ’n alia mano grossi .IIII. a Durrazzu ’n alia mano grossi .III. ad Ancona ’n alia mano pp. .IIII. et grossi .IIII. ad Ancona ’n alia mano pp. .II. ad Ancona ’n alia mano grossi .VI. ’n alia mano grossi .X. este pagato Pasca di tutti li tercceri sui per fine a S. Andrea, et ave prestato lu patruno dila nave a Pasca grossi .VII. di supra la paga soa. Exemplum extractum per scribanum navis Frederici Teodori de Galuço de quaterno dicte navis. Pasca di Nimento ave receputo da sir Felderico di Durracio pp. .XXVIII. per servire la nave soa per fine a S. Andrea, et ave receputo di inprunto grossi .VII., et este scanpato dala nave, et lu senza la bolentate dilu patruno, et sir Feldericu, lu patruno dila nave, sì lassà cumessario sir Marino. |

#### Sottoscrizione di Cristofalo Chostati (1302)
Nello stesso articolo Folena riporta anche un contratto del 1302 per una grossa partita di sapone tra ser Cristofalo Chostati, ser Nicholò Deto e ser Bertuçi Chalina. La sottoscrizione di ser Cristofalo (o Cristofano), è uno dei primi esempi di dalmatico (seppur con qualche elemento veneziano, ad esempio le lenizioni di suvra e chugnadu) che ci sono pervenuti:
| Ego Cristofano Chostati sum chontentu de stu scritu, si cho’ dito sè de suvra, per una chomision la qual fese mio chugnado che io fuse per lu sicilada de mio sicelu. |

#### Testamenti (1386)
Riportiamo due incipit di testamenti risalenti alla fine del XIV secolo, pubblicati da Bartoli nella sua monografia:
| [folio 45] siando infirmu del corpu e çagandu in letu cū sana mēte e bona memoria faço ultimo mio testamentu chusa digandu. |

| [folio 51] siandu infirmu del corpu e zaçandu ī letto cū bona memoria e sana mēte faço lu mio ultimu testamēto. |

#### Descriptio Ragusina di Filippo de Diversis (1434-1440)
L’umanista lucchese Filippo de Diversis, direttore della scuola comunale di Ragusa dal 1434 al 1440, in un’importante descrizione della città, nota come "Descriptio Ragusina", offre un’attestazione del Ragusano dell’epoca riportandone quattro parole:
| panem vocant pen, patrem dicunt teta, domus dicitur chesa, facere fachir |

### Curzola

#### Libro di conti (1419)
Nel suo noto lavoro “Il dalmatico a Cittavecchia di Lesina e sulle isole adiacenti” Giovanni Soglian pubblica un documento inedito del 1419 proveniente da Curzola. Il testo, scritto in grafia mercantesca e quindi attribuibile a un isolano, è prevalentemente veneto ma contiene una discreta quantità di elementi riconoscibili come dalmatici (evidenziati in grassetto).
| In prima di la rasa brazi LXV ancora de lana calatri VI una scavina la qual gosta duc. II e IIII cusini uno mantelo uno e II gognele di la mare e I fustagno uno mantello di la mare nigro di pano tovagle II de la misa grandi e piculi IIII sachi III e li bisazi II e di lana filada lire IIII la catodia cun che se pesca gosta yperperi V circa corde III de li pesi quarti II di la farina de formento e quarto I de amduli uno cisto pieno de la carne di porco, uno formaglo di III calatri une calze nove, iperperi due di la muneta, una pele de boi uno martelo grande e altro pizulu e I catenela zoe poluga le zape II grande e manare III la sartagina e II verigole uno barilo pleno di asido e II buçati e II galine e uno porco vivo la vela del zopulu cum tutu lo ordi ... e la zera L. Il e I manara. |